# Salah Hissou
Salah Hissou (in arabo صلاح حيسو‎?; Kasba Tadla, 16 gennaio 1972) è un ex mezzofondista marocchino.
In carriera è stato campione mondiale dei 5 000 metri piani a Siviglia 1999, medaglia di bronzo nei 10 000 metri piani ai Giochi olimpici di Atlanta 1996 e detentore del record mondiale di quest'ultima specialità, stabilito a Bruxelles nello stesso anno in 26'38"08.
Ha inoltre conquistato due medaglie d'argento ed una di bronzo individuale ai Mondiali di corsa campestre, a cui vanno aggiunte 4 medaglie d'argento a squadre.

## Record nazionali

### Seniores
- 10 000 metri piani: 26'38"08 ( Bruxelles, 23 agosto 1996)

## Palmarès
| Anno | Manifestazione             | Sede          | Evento         | Risultato | Prestazione | Note                                     |
| ---- | -------------------------- | ------------- | -------------- | --------- | ----------- | ---------------------------------------- |
| 1990 | Mondiali di cross          | Aix-les-Bains | Corsa juniores | 12º       | 23'27"      |                                          |
| 1991 | Mondiali di cross          | Anversa       | Corsa juniores | 14º       | 25'14"      |                                          |
| 1992 | Mondiali di cross          | Boston        | Corsa seniores | 57º       | 38'32"      |                                          |
| 1994 | Mondiali di cross          | Budapest      | Corsa seniores | 11º       | 35'23"      |                                          |
| 1994 | Mondiali di cross          | Budapest      | A squadre      | Argento   | 83 p.       |                                          |
| 1994 | Mondiali di mezza maratona | Oslo          | Individuale    | 18º       | 1h02'20"    |                                          |
| 1994 | Mondiali di mezza maratona | Oslo          | A squadre      | Bronzo    | 3h05'58"    |                                          |
| 1995 | Mondiali di cross          | Durham        | Corsa seniores | Bronzo    | 34'14"      |                                          |
| 1995 | Mondiali di cross          | Durham        | A squadre      | Argento   | 111 p.      |                                          |
| 1995 | Mondiali                   | Göteborg      | 10000 m piani  | 4º        | 27'19"30    |                                          |
| 1996 | Mondiali di cross          | Stellenbosch  | Corsa seniores | Argento   | 33'56"      |                                          |
| 1996 | Mondiali di cross          | Stellenbosch  | A squadre      | Argento   | 99 p.       |                                          |
| 1996 | Giochi olimpici            | Atlanta       | 10000 m piani  | Bronzo    | 27'24"67    |                                          |
| 1997 | Mondiali di cross          | Torino        | Corsa seniores | Argento   | 35'13"      |                                          |
| 1997 | Mondiali di cross          | Torino        | A squadre      | Argento   | 70 p.       |                                          |
| 1997 | Mondiali                   | Atene         | 10000 m piani  | Bronzo    | 27'28"67    | Miglior prestazione personale stagionale |
| 1999 | Mondiali di cross          | Belfast       | Corsa lunga    | dnf       | dnf         |                                          |
| 1999 | Mondiali                   | Siviglia      | 5000 m piani   | Oro       | 12'58"13    | Record dei campionati                    |
| 2001 | Mondiali di mezza maratona | Bristol       | Individuale    | 11º       | 1h01'56"    | Miglior prestazione personale            |
| 2001 | Mondiali di mezza maratona | Bristol       | A squadre      | 4º        | 3h05'18"    |                                          |
| 2002 | Campionati africani        | Tunisi        | 5000 m piani   | 5º        | 13'36"79    |                                          |
| 2003 | Mondiali di cross          | Losanna       | Corsa breve    | 35º       | 11'48"      |                                          |
| 2003 | Mondiali                   | Saint-Denis   | 5000 m piani   | Batteria  | 13'44"27    |                                          |

## Altre competizioni internazionali
1994
- 4º alla Grand Prix Final ( Parigi), 5000 m piani - 13'15"16
- Oro alla 20 Kilomètres de Paris ( Parigi) - 58'20"
- Oro al Cross di Alà dei Sardi ( Alà dei Sardi) - 30'23"

1995
- 8º alla Grand Prix Final ( Monaco), 3000 m piani - 7'38"51

1996
- Argento alla Grand Prix Final ( Milano), 5000 m piani - 12'54"83
- Oro al Memorial Van Damme ( Bruxelles), 10000 m piani - 26'38"08

1997
- Oro al Cross di Alà dei Sardi ( Alà dei Sardi) - 30'57"

1999
- Oro alla Cinque Mulini ( San Vittore Olona)

2004
- 11º alla Maratona di Rotterdam ( Rotterdam) - 2h12'45"
- Oro alla Alphen aan den Rijn 20 km ( Alphen aan den Rijn) - 57'54"

2005
- 7º alla Stramilano ( Milano) - 1h02'39"
- Bronzo alla Alphen aan den Rijn 20 km ( Alphen aan den Rijn) - 58'38"